# Saint-Nazaire-de-Ladarez
Pour les articles homonymes, voir Saint-Nazaire (homonymie).
Saint-Nazaire-de-Ladarez, en occitan Sant Nasari de las Avelhanas, est une commune française située dans l'ouest du département de l'Hérault, en région Occitanie.
Exposée à un climat méditerranéen, elle est drainée par le Rieutort, le ruisseau de Landeyran et par divers autres petits cours d'eau. Elle est incluse dans le parc naturel régional du Haut-Languedoc.
Saint-Nazaire-de-Ladarez est une commune rurale qui compte 321 habitants en 2022, après avoir connu un pic de population de 987 habitants en 1866. Elle fait partie de l'aire d'attraction de Béziers. Ses habitants sont appelés les Saint-Nazairiens.

## Géographie

### Communes limitrophes
Les communes limitrophes sont  Cabrerolles, Causses-et-Veyran, Les Aires, Murviel-lès-Béziers, Roquebrun et Vieussan.
| Vieussan  | Les Aires                |                     |
| Roquebrun | Saint-Nazaire-de-Ladarez | Cabrerolles         |
|           | Causses-et-Veyran        | Murviel-lès-Béziers |

### Climat
Pour des articles plus généraux, voir Climat de l'Occitanie et Climat de l'Hérault.
En 2010, le climat de la commune est de type climat méditerranéen franc, selon une étude s'appuyant sur une série de données couvrant la période 1971-2000. En 2020, Météo-France publie une typologie des climats de la France métropolitaine dans laquelle la commune est exposée à un climat méditerranéen et est dans la région climatique Provence, Languedoc-Roussillon, caractérisée par une pluviométrie faible en été, un très bon ensoleillement (2 600 h/an), un été chaud (21,5 °C), un air très sec en été, sec en toutes saisons, des vents forts (fréquence de 40 à 50 % de vents > 5 m/s) et peu de brouillards.
Pour la période 1971-2000, la température annuelle moyenne est de 13,6 °C, avec une amplitude thermique annuelle de 15,7 °C. Le cumul annuel moyen de précipitations est de 976 mm, avec 7,8 jours de précipitations en janvier et 2,7 jours en juillet. Pour la période 1991-2020, la température moyenne annuelle observée sur la station météorologique la plus proche, située sur la commune des Aires à 8 km à vol d'oiseau, est de 14,0 °C et le cumul annuel moyen de précipitations est de 1 111,8 mm,. Pour l'avenir, les paramètres climatiques de la commune estimés pour 2050 selon différents scénarios d'émission de gaz à effet de serre sont consultables sur un site dédié publié par Météo-France en novembre 2022.

### Milieux naturels et biodiversité

#### Espaces protégés
La protection réglementaire est le mode d’intervention le plus fort pour préserver des espaces naturels remarquables et leur biodiversité associée,.
Un espace protégé est présent sur la commune :
le parc naturel régional du Haut-Languedoc, créé en 1973 et d'une superficie de 307 184 ha, qui s'étend sur 118 communes et deux départements. Implanté de part et d’autre de la ligne de partage des eaux entre Océan Atlantique et mer Méditerranée, ce territoire est un véritable balcon dominant les plaines viticoles du Languedoc et les étendues céréalières du Lauragais,.

## Urbanisme

### Typologie
Au 1er janvier 2024, Saint-Nazaire-de-Ladarez est catégorisée commune rurale à habitat dispersé, selon la nouvelle grille communale de densité à sept niveaux définie par l'Insee en 2022.
Elle est située hors unité urbaine. Par ailleurs la commune fait partie de l'aire d'attraction de Béziers, dont elle est une commune de la couronne,. Cette aire, qui regroupe 53 communes, est catégorisée dans les aires de 50 000 à moins de 200 000 habitants,.

### Occupation des sols
L'occupation des sols de la commune, telle qu'elle ressort de la base de données européenne d’occupation biophysique des sols Corine Land Cover (CLC), est marquée par l'importance des forêts et milieux semi-naturels (84,7 % en 2018), en diminution par rapport à 1990 (86,9 %). La répartition détaillée en 2018 est la suivante :
forêts (67,6 %), milieux à végétation arbustive et/ou herbacée (17 %), cultures permanentes (9,8 %), zones agricoles hétérogènes (5,6 %). L'évolution de l’occupation des sols de la commune et de ses infrastructures peut être observée sur les différentes représentations cartographiques du territoire : la carte de Cassini (XVIIIe siècle), la carte d'état-major (1820-1866) et les cartes ou photos aériennes de l'IGN pour la période actuelle (1950 à aujourd'hui).

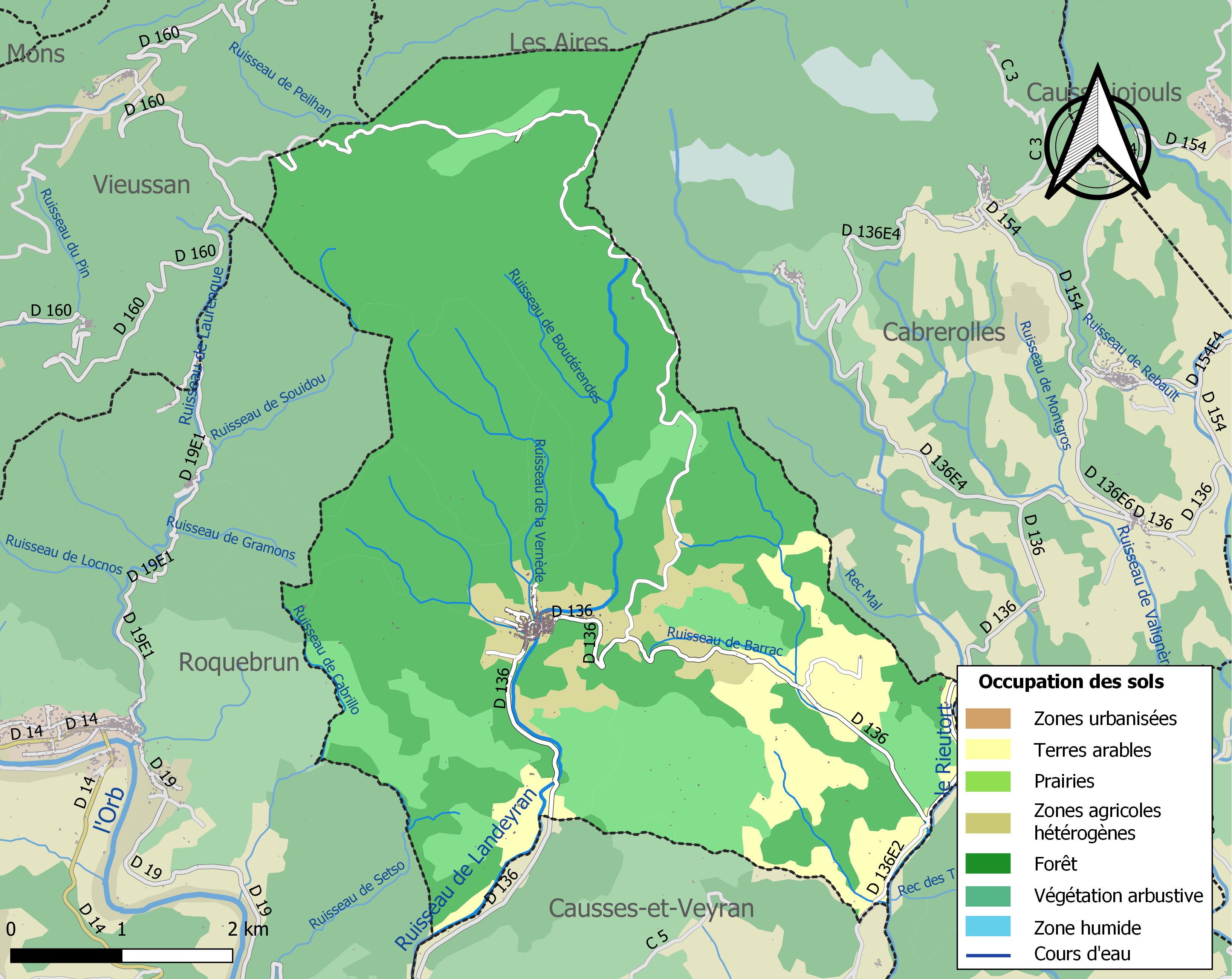
Carte des infrastructures et de l'occupation des sols de la commune en 2018 (CLC).

### Risques majeurs
Le territoire de la commune de Saint-Nazaire-de-Ladarez est vulnérable à différents aléas naturels : météorologiques (tempête, orage, neige, grand froid, canicule ou sécheresse), inondations, feux de forêts et séisme (sismicité très faible). Il est également exposé à un risque particulier : le risque de radon. Un site publié par le BRGM permet d'évaluer simplement et rapidement les risques d'un bien localisé soit par son adresse soit par le numéro de sa parcelle.

#### Risques naturels
Certaines parties du territoire communal sont susceptibles d’être affectées par le risque d’inondation par débordement de cours d'eau, notamment le ruisseau de Landeyran et le Rieutort. La commune a été reconnue en état de catastrophe naturelle au titre des dommages causés par les inondations et coulées de boue survenues en 1982, 1984, 1992 et 1996,.
Saint-Nazaire-de-Ladarez est exposée au risque de feu de forêt. Un plan départemental de protection des forêts contre les incendies (PDPFCI) a été approuvé en juin 2013 et court jusqu'en 2022, où il doit être renouvelé. Les mesures individuelles de prévention contre les incendies sont précisées par deux arrêtés préfectoraux et s’appliquent dans les zones exposées aux incendies de forêt et à moins de 200 mètres de celles-ci. L’arrêté du 25 avril 2002 réglemente l'emploi du feu en interdisant notamment d’apporter du feu, de fumer et de jeter des mégots de cigarette dans les espaces sensibles et sur les voies qui les traversent sous peine de sanctions. L'arrêté du 11 mars 2013 rend le débroussaillement obligatoire, incombant au propriétaire ou ayant droit,.

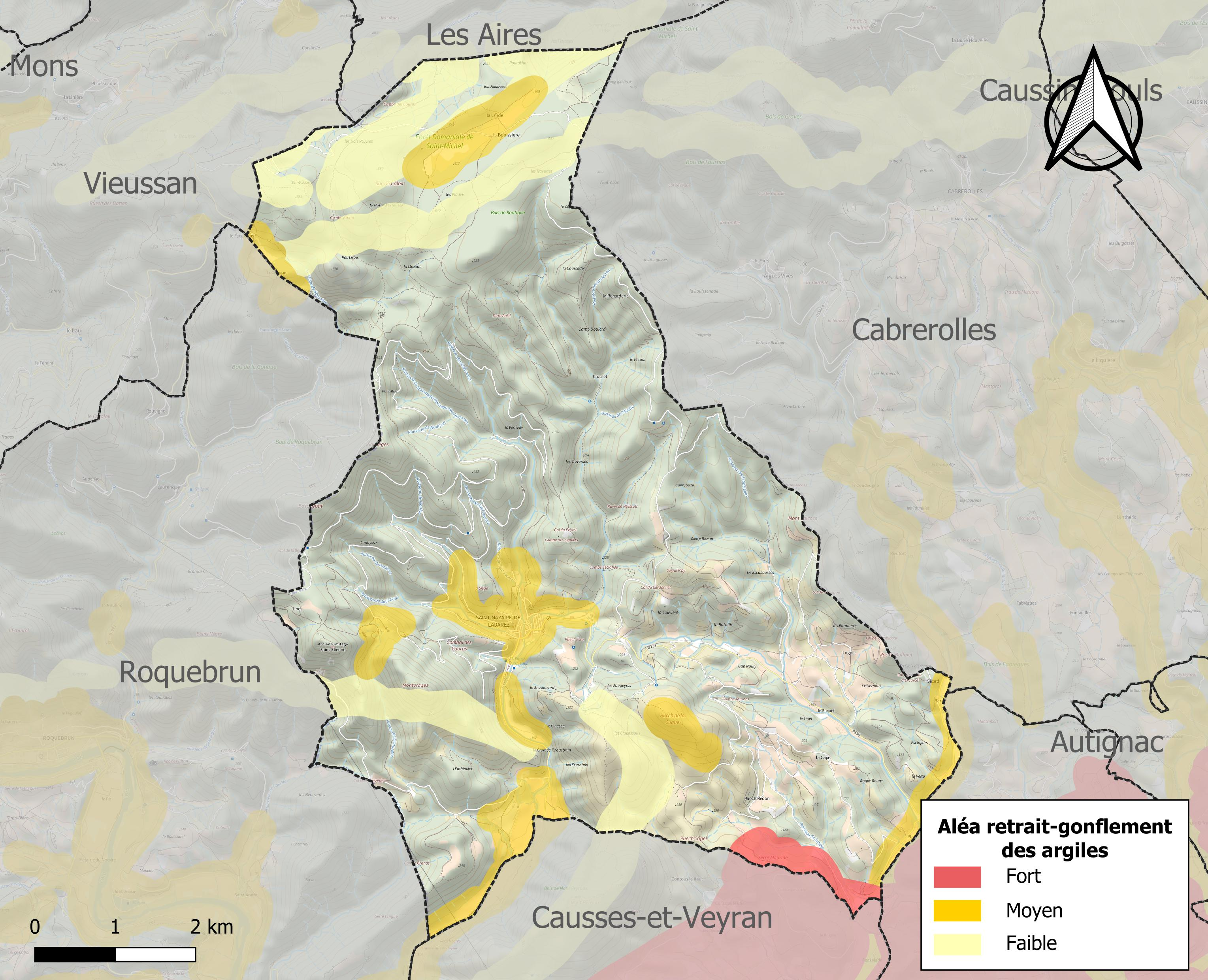
Carte des zones d'aléa retrait-gonflement des sols argileux de Saint-Nazaire-de-Ladarez.

Le retrait-gonflement des sols argileux est susceptible d'engendrer des dommages importants aux bâtiments en cas d’alternance de périodes de sécheresse et de pluie. 11,9 % de la superficie communale est en aléa moyen ou fort (59,3 % au niveau départemental et 48,5 % au niveau national). Sur les 258 bâtiments dénombrés sur la commune en 2019, 243 sont en aléa moyen ou fort, soit 94 %, à comparer aux 85 % au niveau départemental et 54 % au niveau national. Une cartographie de l'exposition du territoire national au retrait gonflement des sols argileux est disponible sur le site du BRGM,.
Par ailleurs, afin de mieux appréhender le risque d’affaissement de terrain, l'inventaire national des cavités souterraines permet de localiser celles situées sur la commune.

#### Risque particulier
Dans plusieurs parties du territoire national, le radon, accumulé dans certains logements ou autres locaux, peut constituer une source significative d’exposition de la population aux rayonnements ionisants. Certaines communes du département sont concernées par le risque radon à un niveau plus ou moins élevé. Selon la classification de 2018, la commune de Saint-Nazaire-de-Ladarez est classée en zone 2, à savoir zone à potentiel radon faible mais sur lesquelles des facteurs géologiques particuliers peuvent faciliter le transfert du radon vers les bâtiments.

## Toponymie
La commune a été connue sous les variantes : in Lezateso (978), castello S. Nazarii de Lerades (1152), de S. Nazario de Leradensi (1323), rector S. Nazarii de Lezedesio (1351), San Nazari de Lezades (1363), Saint Nazaire de Lederes (1529, Saint Nazaire de Laderes (1571).
Le nom de Ladarez dérive probablement de celui d'un domaine gallo-romain ou pré-romain Lesate, peut-être le gentilice latin Lesius augmenté du suffixe prélatin -atis. L'évolution se fait 1°) par le rhotacisme -ʑ- > -r-, 2°) une métathèse -r-d- > -d-r̈, 3°) l'ouverture  e > a

## Histoire

### Préhistoire
D'après des vestiges retrouvés dans la plaine du Puech du Mont Peyroux, les premiers habitats se situaient à proximité du ruisseau du Landeyran. La grotte sépulcrale de la Grille, ainsi que les découvertes de meules à grains, pointes de flèches et grattoirs en sont la preuve. Le chemin du col des Tribes a certainement été emprunté pendant des millénaires, par des bergers et des hommes apportant du sel dans le Haut-Languedoc. Des vestiges de la Préhistoire ont été également trouvés dans le ruisseau de Souydou et au Tinel.

### Antiquité
Une présence romaine est attestée au Puech de la Suque. Des fragments de poteries sigillée indiquent une présence durable, sous forme de villa rupestre. Les murs en pierres sèches à section trapézoïdale qui délimitent des parcelles paraissent avoir été construits à cette époque.
À la Lande, des sesterces frappés aux insignes des légions romaines de Nîmes ont été trouvés sur le chemin de la Mazade. Ce sont les restes d'un camp romain défendant la route Béziers-Cahors.
L'oppidum de Souydou défendait le chemin de Laurenque, qui deviendra au Moyen Âge un chemin emprunté par les pèlerins qui se rendaient à Saint-Jacques de Compostelle.
D'après les noms de lieux on devrait trouver également une présence romaine au Landeyran (tuiles romaines à la Granges de Cayrol), Pontillac et Pont Lirou.

### Moyen Âge
D'après les documents existants, il semblerait que la seigneurie de Saint-Nazaire ait toujours été rattachée la châtellenie de Cessenon. Si l'on se réfère au livre de l'abbé Secondy, il convient par déduction de dire que Saint-Nazaire a appartenu
respectivement à :
- 1247-1265 Saint Louis donne Saint-Nazaire à Hugues d'Arcy
- 1365-1367 Passage sous la dépendance de Henri de Trastamarre
- 1370-1378 Passage sous la dépendance de Charles de Navarre
- 1422-1424 Passage sous la dépendance du Vicomte de Narbonne
- 1424-1427 Passage sous la dépendance du maréchal de Sévérac
- 1461-1463 Passage sous la dépendance de la reine d'Anjou
- 1465 Louis XI donne la seigneurie à sa cousine Gérautonne de Poitiers, femme de Pons de Guilhem, seigneur de Clermont Lodéve, lieutenant du roi en Languedoc.
- 1498-1499 Louis XII donne la seigneurie à Anne de Bretagne
- 1640-1651 La seigneurie fut vendue par Louis XIII au prince Henri II de Bourbon
- 1651-1666 Passage sous la dépendance de Henri Arnaud de Conti
- 1666-1666 Passage sous la dépendance de Louis Arnaud de Conti
- 1666-1683 Passage sous la dépendance de Louis-Francois de Conti
- 1683 Vente au comte de Provence

Raymond de Saint-Nazaire, damoiseau, figure au cartulaire de Cassenon, dans une charte de 1341. De même en 1362, Henri de Trastamarre est fait par Jean Le Bon châtelain de Saint-Nazaire, Cessenon, etc.

### Époque moderne
En 1775, Saint-Nazaire a Marie-Antoinette Gabrielle de Carrion comme seigneuresse. Cette dernière qui se mariera le 22 décembre 1768 à Causses et Veyran avec le comte Augustin Marie Sauveur Marin De Spinola, souverain d'Arquate, possède également Murviel, Nizas, Tressan, Cazouls d'Hérault, Coujan, Veyran, Aumes, Mazens. Elle est également co-seigneur de Roquebrun, Vieussan, Montagnac et Aigues-Vives.
En 1782 elle est envoyée aux États du Languedoc par le Parlement de Toulouse. En 1789 bien qu'ayant la possibilité de se rendre aux États Généraux pour la noblesse, elle ne jugea pas utile de s'y rendre.
Devenue citoyenne Spinola, elle se retire à Paris en 1793. Elle revient à Murviel après la Terreur et meurt à Narbonne en 1798 à l'âge de 50 ans. Son mari meurt en 1816. Une de ses filles s'est mariée à monsieur de Comminges et a vendu le château de Murviel le 25 août 1806.

### Époque contemporaine

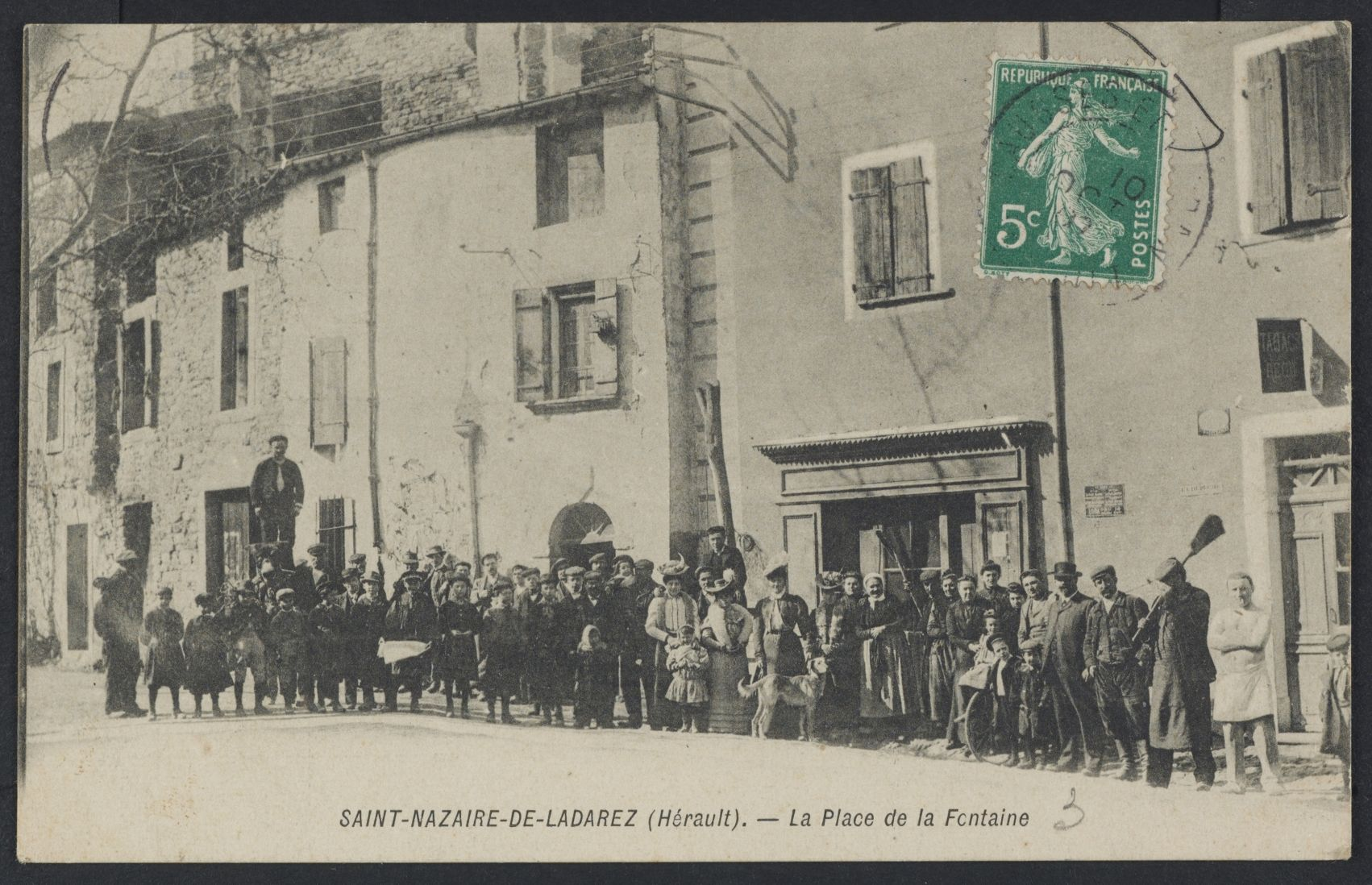
Place de la fontaine : carte postale (début XXe siècle).

Après la Révolution, Saint-Nazaire a été rattaché au canton de Murviel. Des dissidences sont apparues peu de temps après sous l'initiative de Roquebrun, qui souhaitait sortir du canton de Cessenon et devenir chef-lieu de canton avec Vieussan, Causses et Veyran et Saint-Nazaire. Ces deux dernières communes étaient d'accord avec le projet.
Vente des biens du clergé en 1790 dont six maisons appartenant aux curés de Thézan et Saint-Nazaire. Jacques Cure, curé de la paroisse, a prêté serment et accepté la constitution civile du clergé, instituée par la loi du 12/7/1790.
Le 18 août 1792, les citoyens sont invités à voler au secours de la patrie en danger. Ils doivent s'engager dans le bataillon de l'Hérault où à se rendre au camp de Soissons. Dans le canton de Murviel, Saint-Nazaire détient la palme des engagés avec 36 volontaires pour l'Armée du Var et 14 gardes nationaux sur un total de 700 habitants.

## Politique et administration
| Période | Période  | Identité                      | Étiquette | Qualité                                                            |
| ------- | -------- | ----------------------------- | --------- | ------------------------------------------------------------------ |
| 1790    | 1792     | Joseph Villebrun              |           |                                                                    |
| 1792    | 1794     | André Lau                     |           |                                                                    |
| 1794    | 1795     | Antoine Carrière              |           |                                                                    |
| 1795    | 1797     | Nazaire Cayrol                |           |                                                                    |
| 1797    | 1800     | Louis Mailhac                 |           |                                                                    |
| 1800    | 1805     | Nazaire Cayrol                |           |                                                                    |
| 1805    | 1816     | Antoine Carrière              |           |                                                                    |
| 1816    | 1818     | Joseph Carrière               |           |                                                                    |
| 1818    | 1819     | Joseph Bardou                 |           |                                                                    |
| 1819    | 1830     | Jean-Baptiste Jacques Guibert |           |                                                                    |
| 1830    | 1832     | Joseph Antoine Combal         |           |                                                                    |
| 1832    | 1835     | Antoine Foulhié               |           |                                                                    |
| 1835    | 1846     | Joseph Villebrun              |           |                                                                    |
| 1846    | 1865     | Antoine Carrière              |           |                                                                    |
| 1865    | 1870     | Auguste Lognos                |           |                                                                    |
| 1870    | 1871     | Charles Cayrol                |           | Président de la Commission Municipale                              |
| 1871    | 1878     | Auguste Lognos                |           |                                                                    |
| 1878    | 1895     | Joseph Villebrun              |           |                                                                    |
| 1895    | 1896     | Elie Gelly                    |           |                                                                    |
| 1896    | 1900     | Dieudonné Maury               |           |                                                                    |
| 1900    | 1912     | Louis Blayac                  |           |                                                                    |
| 1912    | 1932     | Antoine Lau                   |           |                                                                    |
| 1932    | 1944     | Ernest Vidal                  |           |                                                                    |
| 1944    | 1947     | Pierre Paul Laissac           |           | Président du Comité Local de Libération. Elu Maire le 13 Mai 1945. |
| 1947    | 1971     | Madeleine Laissac             | SFIO      | Institutrice, députée (1951-1955)                                  |
| 1971    | 1995     | René Gasc                     | PS        |                                                                    |
| 1995    | 2008     | Marie Mas                     | PS        |                                                                    |
| 2008    | 2020     | Jean-Louis Madalle            | PS        | Retraité de l'enseignement                                         |
| 2020    | En cours | Sylvie Milhau-Lermet          |           |                                                                    |

## Démographie
L'évolution du nombre d'habitants est connue à travers les recensements de la population effectués dans la commune depuis 1793. Pour les communes de moins de 10 000 habitants, une enquête de recensement portant sur toute la population est réalisée tous les cinq ans, les populations de référence des années intermédiaires étant quant à elles estimées par interpolation ou extrapolation. Pour la commune, le premier recensement exhaustif entrant dans le cadre du nouveau dispositif a été réalisé en 2004.

En 2022, la commune comptait 321 habitants, en évolution de −12,3 % par rapport à 2016 (Hérault : +7,49 %, France hors Mayotte : +2,11 %).
| 1793 | 1800 | 1806 | 1821 | 1831 | 1836 | 1841 | 1846 | 1851 |
| ---- | ---- | ---- | ---- | ---- | ---- | ---- | ---- | ---- |
| 709  | 722  | 778  | 819  | 884  | 914  | 937  | 976  | 933  |

| 1856 | 1861 | 1866 | 1872 | 1876 | 1881 | 1886 | 1891 | 1896 |
| ---- | ---- | ---- | ---- | ---- | ---- | ---- | ---- | ---- |
| 939  | 941  | 987  | 934  | 942  | 879  | 918  | 720  | 718  |

| 1901 | 1906 | 1911 | 1921 | 1926 | 1931 | 1936 | 1946 | 1954 |
| ---- | ---- | ---- | ---- | ---- | ---- | ---- | ---- | ---- |
| 748  | 687  | 647  | 623  | 560  | 587  | 531  | 465  | 458  |

| 1962 | 1968 | 1975 | 1982 | 1990 | 1999 | 2004 | 2006 | 2009 |
| ---- | ---- | ---- | ---- | ---- | ---- | ---- | ---- | ---- |
| 491  | 465  | 379  | 345  | 361  | 331  | 349  | 367  | 341  |

| 2014 | 2019 | 2022 | - | - | - | - | - | - |
| ---- | ---- | ---- | - | - | - | - | - | - |
| 358  | 325  | 321  | - | - | - | - | - | - |

## Économie

### Revenus
En 2018, la commune compte 160 ménages fiscaux, regroupant 329 personnes. La médiane du revenu disponible par unité de consommation est de 17 860 € (20 330 € dans le département).

### Emploi
|                | 2008   | 2013   | 2018  |
| -------------- | ------ | ------ | ----- |
| Commune        | 8,3 %  | 11,7 % | 9,8 % |
| Département    | 10,1 % | 11,9 % | 12 %  |
| France entière | 8,3 %  | 10 %   | 10 %  |

En 2018, la population âgée de 15 à 64 ans s'élève à 180 personnes, parmi lesquelles on compte 73,4 % d'actifs (63,6 % ayant un emploi et 9,8 % de chômeurs) et 26,6 % d'inactifs,. En 2018, le taux de chômage communal (au sens du recensement) des 15-64 ans est inférieur à celui de la France et du département, alors qu'en 2008 il était supérieur à celui de la France.
La commune fait partie de la couronne de l'aire d'attraction de Béziers, du fait qu'au moins 15 % des actifs travaillent dans le pôle,. Elle compte 43 emplois en 2018, contre 39 en 2013 et 50 en 2008. Le nombre d'actifs ayant un emploi résidant dans la commune est de 117, soit un indicateur de concentration d'emploi de 37 % et un taux d'activité parmi les 15 ans ou plus de 47,1 %.
Sur ces 117 actifs de 15 ans ou plus ayant un emploi, 29 travaillent dans la commune, soit 25 % des habitants. Pour se rendre au travail, 85,8 % des habitants utilisent un véhicule personnel ou de fonction à quatre roues, 4,5 % les transports en commun, 3,5 % s'y rendent en deux-roues, à vélo ou à pied et 6,2 % n'ont pas besoin de transport (travail au domicile).

### Activités hors agriculture

#### Secteurs d'activités
17 établissements sont implantés à Saint-Nazaire-de-Ladarez au 31 décembre 2019.
Le secteur du commerce de gros et de détail, des transports, de l'hébergement et de la restauration est prépondérant sur la commune puisqu'il représente 47,1 % du nombre total d'établissements de la commune (8 sur les 17 entreprises implantées à Saint-Nazaire-de-Ladarez), contre 28 % au niveau départemental.

#### Entreprises et commerces
Durant le XXe siècle, la principale activité du village a été la viticulture. Devant les fluctuations de ce marché et les incertitudes de cette profession, les fils et filles de viticulteurs ont préféré se retourner vers des emplois salariés. Beaucoup sont partis à travers toute la France, conservant dans le meilleur des cas la maison familiale, pour les vacances.
De la soixantaine d'exploitations existantes en 1950, il en reste moins de dix.
Les commerces de proximité ont fermé les uns à la suite des autres, concurrencés par les grandes surfaces.
La carrière de marbre qui occupait plus de 50 personnes en 1950 ne fonctionne plus.
Un petit essor semble cependant se de dessiner dans le domaine touristique. De nombreux gites, chambres d'hôtes et locations d'appartements, permettent chaque année un flux migratoire assez important, en saison notamment.

### Agriculture
|               | 1988 | 2000 | 2010 | 2020 |
| ------------- | ---- | ---- | ---- | ---- |
| Exploitations | 19   | 16   | 13   | 9    |
| SAU (ha)      | 550  | 383  | 358  | 207  |

La commune est dans les Garrigues, une petite région agricole occupant une partie du centre et du nord-est du département de l'Hérault. En 2020, l'orientation technico-économique de l'agriculture  sur la commune est la viticulture. Neuf exploitations agricoles ayant leur siège dans la commune sont dénombrées lors du recensement agricole de 2020 (19 en 1988). La superficie agricole utilisée est de 207 ha,,.

## Culture locale et patrimoine

### Lieux et monuments

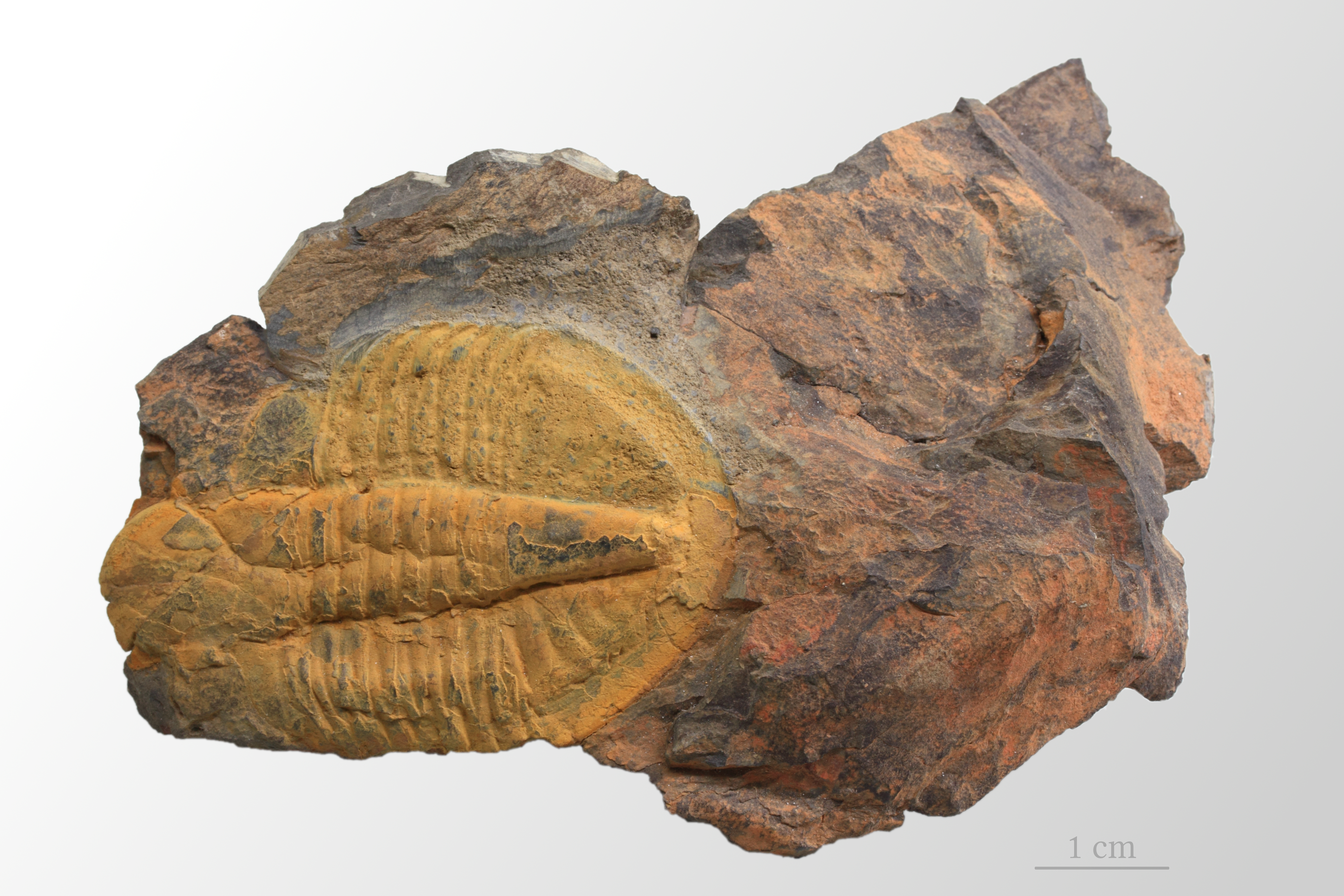
Niobella fourneti - Muséum de Toulouse.

- Église Saint-Nazaire-et-Saint-Celse de Saint-Nazaire-de-Ladarez.
- Carrière de marbre de l'Incarnat et bleu turquin. Marbre exploité depuis l'époque romaine. Présent au château de Versailles ou à la cité du Vatican.
- Ermitage de Saint-Étienne.
- Falaise du Landeyran.
- Site géologique du Clapassous (étalon mondial d'une séquence de l’ère primaire (conodontes)).
- Terroir viticole A.O.C Saint-Chinian.

### Héraldique
|  | Les armoiries de Saint-Nazaire-de-Ladarez se blasonnent ainsi : De vair au pairle losangé d'or et de gueules. |

### Personnalités liées à la commune
- Madeleine Laissac, institutrice, elle fut la première femme député de France (1951-1956) pour le département de l'Hérault. Résistante de la première heure, au sein du maquis Robert, elle fut maire de la commune de 1947 à 1971. Lien Assemblée Nationale Assemblée nationale ~ Les députés, le vote de la loi, le Parlement français
- Lisa Arbos (née en 1996), volleyeuse internationale française, originaire de la commune.